# Limburguès
El limburguès (limburgs) és un grup de llengües franques parlades al Limburg holandès, al Limburg belga, i a la Renània, a cavall entre els Països Baixos, Bèlgica i Alemanya. L'àrea en què es parla inclou les ciutats de Venlo, Düsseldorf, Aquisgrà, Maastricht i Hasselt. És una llengua regional reconeguda als Països Baixos i parlada per aproximadament 1,5 milions de persones.